# Сезон ФК «Львів» 2010—2011
Сезон ФК «Львів» 2010–2011 — п'ятий сезон футбольного клубу «Львів». Команда посіла 5-е місце в першій лізі. У Кубку України «Львів» вибув на етапі 1/32 фіналу. Під час зимової перерви через фінансові труднощі клуб покинули майже всі гравці основного складу, зокрема ті, які мали досвід виступів у прем'єр-лізі 2008/09.

## Підсумкова турнірна таблиця
| М  | Команда             | І  | В  | Н  | П  | РМ    | О  |
| -- | ------------------- | -- | -- | -- | -- | ----- | -- |
|    | ПФК «Олександрія»   | 34 | 21 | 6  | 7  | 55−25 | 69 |
|    | «Чорноморець»       | 34 | 18 | 11 | 5  | 53−26 | 65 |
|    | «Сталь»             | 34 | 18 | 8  | 8  | 55−31 | 62 |
| 4  | «Кримтеплиця»       | 34 | 18 | 7  | 9  | 43−30 | 61 |
| 5  | ФК «Львів»          | 34 | 17 | 8  | 9  | 52−28 | 59 |
| 6  | «Закарпаття»        | 34 | 16 | 8  | 10 | 51−40 | 56 |
| 7  | «Буковина»          | 34 | 17 | 5  | 12 | 48−45 | 56 |
| 8  | «Динамо-2»          | 34 | 15 | 7  | 12 | 39−35 | 52 |
| 9  | «Арсенал»           | 34 | 15 | 6  | 13 | 42−43 | 51 |
| 10 | «Нива»              | 34 | 14 | 8  | 12 | 44−42 | 50 |
| 11 | «Титан»             | 34 | 13 | 5  | 16 | 32−42 | 44 |
| 12 | «Зірка»             | 34 | 12 | 7  | 15 | 43−44 | 43 |
| 13 | «Дністер»           | 34 | 10 | 12 | 12 | 39−42 | 42 |
| 14 | «Нафтовик-Укрнафта» | 34 | 10 | 11 | 13 | 40−44 | 41 |
| 15 | «Геліос»            | 34 | 10 | 10 | 14 | 31−44 | 40 |
| 16 | «Енергетик»         | 34 | 10 | 6  | 18 | 29−49 | 36 |
| 17 | ФСК «Прикарпаття»   | 34 | 5  | 1  | 28 | 27−82 | 16 |
| 18 | «Фенікс-Іллічовець» | 34 | 3  | 2  | 29 | 17−48 | 8  |

«Фенікс-Іллічовець» знявся зі змагань після 20-го туру.
Позначення:

## Чемпіонат України
| 1 тур Сб, 17 липня 2010, 17:00 +33 °C |

| «Фенікс-Іллічовець» | 0–3 | ФК «Львів»                               |
| ------------------- | --- | ---------------------------------------- |
|                     |     | Чепурненко 53' Старенький 63' Крамар 77' |

| «Юність», с. Калініне Глядачі: 350 (гостей: 1) Суддя: Павлюк (Київ) |

| 2 тур Нд, 25 липня 2010, 18:00 +19 °C |

| ФК «Львів» | 1–0 | «Арсенал» (Біла Церква) |
| ---------- | --- | ----------------------- |
| Крамар 19' |     |                         |

| «Лафорт Арена», Добромиль Глядачі: 1900 (гостей: 10) Суддя: Лаврів (Івано-Франківськ) |

| 3 тур Сб, 31 липня 2010, 18:00 +35 °C |

| «Титан» (Армянськ)      | 2–0 | ФК «Львів» |
| ----------------------- | --- | ---------- |
| Субочев 8' Радіонов 68' |     |            |

| «Хімік», Армянськ Глядачі: 1500 Суддя: Скирда (Харків) |

| 4 тур Пн, 9 серпня 2010, 19:00 +32 °C |

| «Кримтеплиця» | 0–1 | ФК «Львів»     |
| ------------- | --- | -------------- |
|               |     | Чепурненко 81' |

| «КТ Спорт-Арена», с. Аграрне Глядачі: 1000 (гостей: 26) Суддя: Кутаков (Київська обл.) |

| 5 тур Нд, 15 серпня 2010, 18:00 +37 °C |

| ФК «Львів» | 0–0 | «Зірка» (Кіровоград) |
| ---------- | --- | -------------------- |
|            |     |                      |

| «Лафорт Арена», Добромиль Глядачі: 1200 Суддя: Фощій (Черкаси) |

| 6 тур Нд, 22 серпня 2010 |

| «Сталь» | 0–0 | ФК «Львів» |
| ------- | --- | ---------- |
|         |     |            |

| «Сталь», Алчевськ Глядачі: 3500 Суддя: Романов (Дніпропетровськ) |

| 7 тур Пт, 27 серпня 2010, 19:00 +23 °C |

| ФК «Львів» | 0–0 | «Закарпаття» (Ужгород) |
| ---------- | --- | ---------------------- |
|            |     |                        |

| «Лафорт Арена», Добромиль Глядачі: 1630 (гостей: 46) Суддя: Березка (Київ) |

| 8 тур 1 вересня 2010, 17:00 +21 °C |

| «Дністер»      | 1–3 | ФК «Львів»                               |
| -------------- | --- | ---------------------------------------- |
| Полтавець (36) |     | Ільків (2), Крамар (59), Шептицький (69) |

| «Дністер» ім. В. Дукова, Овідіополь Глядачі: 400 Суддя: Іванов (Макіївка) |

| 9 тур 5 вересня 2010 |

| ФК «Львів»          | 2–1 | «Енергетик» (Бурштин) |
| ------------------- | --- | --------------------- |
| Кондратюк, 20, 90+2 |     | Лазорик, 78           |

| «Лафорт Арена», Добромиль Глядачі: 1410 Суддя: Махно (Кіровоград) |

| 10 тур Сб, 11 вересня 2010, 16:30 +21 °C |

| «Геліос»    | 1–3 | ФК «Львів»                                  |
| ----------- | --- | ------------------------------------------- |
| Даудов (67) |     | Старенький (48) Кікоть (69) Старенький (81) |

| «Геліос-Арена», Харків Глядачі: 200 Суддя: Лісаковський (Одеса) |

| 11 тур Нд, 19 вересня 2010, 17:00 +17 °C |

| ФК «Львів»                                   | 3–0 | «Нафтовик-Укрнафта» (Охтирка) |
| -------------------------------------------- | --- | ----------------------------- |
| Крамар (24, пен.) Шептицький (28) Козак (82) |     |                               |

| «Лафорт Арена», Харків Глядачі: 1200 Суддя: Дяденко (Кіровоград) |

| 12 тур Нд, 26 вересня 2010, 16:00 +24 °C |

| «Нива» (Вінниця) | 1–0 | ФК «Львів» |
| ---------------- | --- | ---------- |
| Бовтрук (12)     |     |            |

| Центральний, Вінниця Глядачі: 4200 (гостей: 15) Суддя: Яблонський (Тернопіль) |

| 13 тур Пт, 1 жовтня 2010, 16:00 +10 °C |

| ФК «Львів»                             | 3–0 | «Динамо-2» (Київ) |
| -------------------------------------- | --- | ----------------- |
| Кобець (19) Кондратюк (26) Кікоть (82) |     |                   |

| «Лафорт Арена», Добромиль Глядачі: 1230 Суддя: Фощій (Черкаси) |

| 14 тур 6 жовтня 2010, 16:00 +8 °C |

| «Буковина» | 0–2 | ФК «Львів»     |
| ---------- | --- | -------------- |
|            |     | Крамар (5, 43) |

| «Буковина», Чернівці Глядачі: 3720 (гостей: 18) Суддя: Козик (Мукачево) |

| 15 тур 10 жовтня 2010, 16:00 +12 °C |

| ФК «Львів» | 0–3 | ПФК «Олександрія»                          |
| ---------- | --- | ------------------------------------------ |
|            |     | Запорожан (48) Грицук (71) Таргамадзе (76) |

| «Лафорт Арена», Добромиль Глядачі: 2300 (гостей: 1) Суддя: Яблонський (Тернопіль) |

| 16 тур 17 жовтня 2010, 16:00 +12 °C |

| «Чорноморець» | 1–1 | ФК «Львів» |
| ------------- | --- | ---------- |
| Діденко (12)  |     | Козак (88) |

| «Спартак», Одеса Глядачі: 3200 (гостей: 28) Суддя: Березка (Київ) |

| 17 тур 24 жовтня 2010, 15:00 +12 °C |

| ФК «Львів»                                         | 4–2 | «Прикарпаття» (Івано-Франківськ) |
| -------------------------------------------------- | --- | -------------------------------- |
| Чепурненко (35, 68) Кондратюк (38) Старенький (73) |     | Барчук (29) Цкарозія (50)        |

| «Лафорт Арена», Добромиль Глядачі: 1350 (гостей: 4) Суддя: Ноздрачов (Харків) |

| 18 тур 31 жовтня 2010, 15:00 +10 °C |

| ФК «Львів»                                                                        | 6–1 | «Фенікс-Іллічовець» (Калініне) |
| --------------------------------------------------------------------------------- | --- | ------------------------------ |
| Старенький (10) Гальчук (35) Кондратюк (60) Кобець (78) Козак (88) Романюк (90+2) |     | Шаповал (79)                   |

| «Лафорт Арена», Добромиль Глядачі: 1225 Суддя: Бондар (Хмельницький) |

| 19 тур 6 листопада 2010, 14:00 +11 °C |

| «Арсенал» (Біла Церква) | 1–0 | ФК «Львів» |
| ----------------------- | --- | ---------- |
| Малий 30'               |     |            |

| «Трудові резерви», Біла Церква Глядачі: 2000 (гостей: 32) Суддя: Скирда (Харків) |

| 20 тур 14 листопада 2010, 14:00 +14 °C |

| ФК «Львів»               | 2–0 | «Титан» (Армянськ) |
| ------------------------ | --- | ------------------ |
| Кандауров 57' Кікоть 87' |     |                    |

| «Лафорт Арена», Добромиль Глядачі: 1220 Суддя: Лаврів (Івано-Франківськ) |

| 21 тур Нд, 20 березня 2011, 14:00 +7 °C |

| ФК «Львів»                  | 2–1 | «Кримтеплиця» (Молодіжне) |
| --------------------------- | --- | ------------------------- |
| Мачуленко 47' Яворський 69' |     | Свінціцький 44'           |

| «Лафорт Арена», Добромиль Глядачі: 1700 (гостей: 3) Суддя: Кузьмін (Миколаїв) |

| 22 тур Сб, 26 березня 2011, 15:00 +11 °C |

| «Зірка»                  | 3–0 | ФК «Львів» |
| ------------------------ | --- | ---------- |
| Стоян 53' Кочура 64' 78' |     |            |

| «Зірка», Кіровоград Глядачі: 4500 (гостей: 3) Суддя: Лісаковський (Одеса) |

| 23 тур Ср, 30 березня 2011, 13:00 +12 °C |

| ФК «Львів» | 0–2 | «Сталь» (Алчевськ)         |
| ---------- | --- | -------------------------- |
|            |     | Палагнюк 32' Єрмаков 90+1' |

| «Лафорт Арена», Добромиль Глядачі: 500 Суддя: Драчов (Чернігів) |

| 24 тур Пн, 4 квітня 2011, 17:00 +20 °C |

| «Закарпаття»           | 2–3 | ФК «Львів»                           |
| ---------------------- | --- | ------------------------------------ |
| Давидов 54' Штурко 57' |     | Білий 30' Яворський 36' Танчик 45+3' |

| «Авангард», Ужгород Глядачі: 2500 (гостей: 13) Суддя: Скрипак (Київ) |

| 25 тур Сб, 9 квітня 2011, 15:00 +5 °C |

| ФК «Львів»     | 1–1 | «Дністер» (Овідіополь) |
| -------------- | --- | ---------------------- |
| Чепурненко 79' |     | Лобан 59'              |

| «Лафорт Арена», Добромиль Глядачі: 200 Суддя: Бондар (Хмельницький) |

| 26 тур Пт, 15 квітня 2011, 16:30 +8 °C |

| «Енергетик» | 0–0 | ФК «Львів» |
| ----------- | --- | ---------- |
|             |     |            |

| «Енергетик», Бурштин Глядачі: 2500 (гостей: 19) Суддя: Павлюк (Київ) |

| 27 тур Сб, 23 квітня 2011, 13:00 +17 °C |

| ФК «Львів» | 0–0 | «Геліос» (Харків) |
| ---------- | --- | ----------------- |
|            |     |                   |

| «Лафорт Арена», Добромиль Глядачі: 600 Суддя: Лаврів (Івано-Франківськ) |

| 28 тур Сб, 30 квітня 2011, 16:00 +15 °C |

| «Нафтовик-Укрнафта» | 0–0 | ФК «Львів» |
| ------------------- | --- | ---------- |
|                     |     |            |

| «Нафтовик», Охтирка Глядачі: 1700 Суддя: Фощій (Черкаси) |

| 29 тур Сб, 7 травня 2011, 17:00 +5 °C |

| ФК «Львів»                                 | 4–1 | «Нива» (Вінниця) |
| ------------------------------------------ | --- | ---------------- |
| Чепурненко (4, 82) Мельник (5) Танчик (63) |     | Козьбан (70)     |

| «Лафорт Арена», Добромиль Глядачі: 650 (гостей: 10) Суддя: Бондар (Київ) |

| 30 тур Нд, 15 травня 2011, 18:30 +16 °C |

| «Динамо-2»    | 1–0 | ФК «Львів» |
| ------------- | --- | ---------- |
| Морозенко 30' |     |            |

| НТД «Динамо», Чапаєвка Глядачі: 200 (гостей: 11) Суддя: Бондар (Харків) |

| 31 тур Сб, 21 травня 2011, 16:00 +25 °C |

| ФК «Львів»                   | 2–0 | «Буковина» (Чернівці) |
| ---------------------------- | --- | --------------------- |
| Чепурненко 30' Шаповал 90+2' |     |                       |

| «Лафорт Арена», Добромиль Глядачі: 200 (гостей: 35) Суддя: Березка (Київ) |

| 32 тур Пт, 27 травня 2011, 19:00 +24 °C |

| ПФК «Олександрія» | 1–0 | ФК «Львів» |
| ----------------- | --- | ---------- |
| Таргамадзе 58'    |     |            |

| КСК «Ніка», Олександрія Глядачі: 4500 (гостей: 2) Суддя: Скрипак (Київ) |

| 33 тур Сб, 4 червня 2011, 17:00 +29 °C |

| ФК «Львів» | 0–1 | «Чорноморець» (Одеса) |
| ---------- | --- | --------------------- |
|            |     | Діденко 80' (пен.)    |

| «Лафорт Арена», Добромиль Глядачі: 500 (гостей: 8) Суддя: Скирда (Харків) |

| 34 тур Сб, 11 червня 2011, 17:00 +16 °C |

| «Прикарпаття» | 1–6 | ФК «Львів»                                                        |
| ------------- | --- | ----------------------------------------------------------------- |
| Кругляк 90'   |     | Мельник 34' 71' Крамар 56' Танчик 67' Крамар 83' Чепурненко 90+2' |

| «Рух», Івано-Франківськ Глядачі: 700 (гостей: 20) Суддя: Бохняк (Севастополь) |

## Кубок України
| Другий попередній етап (1/32) Ср, 18 серпня 2010, 19:00 +26 °C |

| «Нафтовик-Укрнафта» | 1–0 | ФК «Львів» |
| ------------------- | --- | ---------- |
| Вітер 90+2'         |     |            |

| «Нафтовик», Охтирка Глядачі: 2100 Суддя: Іванов (Макіївка) |

## Склад
Тренерський штаб:
- Олександр Рябоконь — головний тренер
- Олександр Приходько — старший тренер
- Степан Матвіїв — тренер[3]
- Юрій Овчаров (до березня), Роман Байрашевський (від березня)[4] — тренер воротарів.

У чемпіонаті за клуб виступало 40 гравців:
| Футболіст          | Поз. | Ігор | Гол. |
| ------------------ | ---- | ---- | ---- |
| Олександр Мусієнко | В    | 15   | -12  |
| Богдан Когут       | В    | 14   | -14  |
| Юрій Шевчук        | В    | 5    | -2   |
| Андрій Мостовий    | З    | 26   | -    |
| Петро Ковальчук    | З    | 20   | -    |
| Віталій Романюк    | З    | 19   | 1    |
| Ігор Ільків        | З    | 18   | 1    |
| Любомир Гальчук    | З    | 17   | 1    |
| Олег Леонідов      | З    | 13   | -    |
| Іван Білий         | З    | 12   | 1    |
| Вадим Жук          | З    | 12   | -    |
| Ярема Каваців      | З    | 12   | -    |
| Мамаді Сангаре     | З    | 12   | -    |
| Данило Лазар       | З    | 5    | -    |
| Олег Орехов        | З    | 3    | -    |
| Денис Анеліков     | З    | 2    | -    |
| Антон Крамар       | П    | 33   | 8    |
| Володимир Танчик   | П    | 26   | 3    |
| Богдан Кобець      | П    | 20   | 2    |
| Сергій Старенький  | П    | 20   | 5    |
| Віталій Грицай     | П    | 14   | -    |
| Андрій Кікоть      | П    | 12   | 3    |
| Дмитро Проневич    | П    | 11   | -    |
| Дмитро Зозуля      | П    | 9    | -    |
| Михайло Сікорський | П    | 9    | -    |
| Анатолій Бурлін    | П    | 8    | -    |
| Антон Приходько    | П    | 6    | -    |
| Олександр Гребінюк | П    | 5    | -    |
| Андрій Даньків     | П    | 3    | -    |
| Євгеній Чепурненко | Н    | 27   | 9    |
| Петро Кондратюк    | Н    | 20   | 5    |
| Михайло Козак      | Н    | 17   | 3    |
| Андрій Кандауров   | Н    | 15   | 1    |
| Роман Мачуленко    | Н    | 14   | 1    |
| Ігор Мельник       | Н    | 13   | 4    |
| Сергій Шаповал     | Н    | 11   | 1    |
| Олег Шептицький    | Н    | 11   | 2    |
| Тарас Яворський    | Н    | 7    | 2    |
| Олег Маїк          | Н    | 6    | -    |
| Ігор Семенина      | Н    | 2    | -    |